# Сухопутные войска Императорского флота Японии
 Береговые войска ВМС Императорской Японии (海軍陸戦隊) (яп.  Кайгун-рикусэнтай) - части постоянного и временного состава ВМС для обеспечивающих действий на береговом и прибрежном театрах.
Включали в том числе:

## Десантно-штурмовыечасти
- Береговые войска особого назначения ВМС (特別陸戦隊) (яп.  Токубэцу-рикусэнтай) — десантно-штурмовые части морской пехоты

## Гарнизонные части
- Гарнизонные береговые  отряды  ВМС (防備隊) (яп.  Бобитай) — батальоны объектовой службы военно-морских районов метрополии.
- Базовые береговые  отряды (особого назначения) ВМС (特別)根拠地隊) (яп.  (Токубэцу) Конкётитай) - штабные части управления островных гарнизонов (до 400 чел.)
- Караульные береговые  отряды  ВМС (警備隊) (яп.  Кэйбитай) — батальоны объектовой службы островных гарнизонов

## Вспомогательные части
- Отряды береговой ПВО ВМС (防空隊) (яп.  Бокутай)  — объектовые роты ПВО численностью до 300 чел. На вооружении имели до 8 орудий МЗА или до 24 ед. крупнокалиберных пулемётов.
- Отряды береговой связи ВМС (通信隊) (яп.  Цусинтай) — части связи численностью 600—1000 чел., в том числе части военных криптографов.
- Отряды береговой полиции ВМС
- Строительные береговые отряды   ВМС (設営隊) (яп.  Сэцуэйтай)   — части военных строителей на островных объектах из мобилизованных и вольнонаемных гражданских лиц.